# خیزش مرگ
خیزش مرگ (به انگلیسی: Dead Rising) و (به ژاپنی: デッドライジング Deddo Raijingu)، یک بازی ویدئویی ژاپنی در سبک سورویوال هارور و اکشن-ماجراجویی است که توسط شرکت کپ‌کام، برای نخستین بار در ۸ اوت ۲۰۰۶ منتشر شد. این بازی به شکل اختصاصی، برای کنسول اکس‌باکس ۳۶۰ طراحی شده بود. این بازی نخستین قسمت در مجموعه بازی‌های خیزش مرگ محسوب می‌شود. کارگردانی این بازی را یوشینوری کاوانو و تهیه‌کنندگی آن را کیجی اینفونه برعهده دارند. به عنوان بخشی از دهمین سالگرد این مجموعه، خیزش مرگ در سپتامبر ۲۰۱۶ برای مایکروسافت ویندوز، پلی‌استیشن ۴ و اکس‌باکس وان منتشر شد.
داستان این بازی پیرامون شخصیتی به نام فرانک وست و مکان شکل‌گیری داستان‌ها، شهر کلرادو است که توسط زامبی‌ها تسخیر شده است.

## نقدها
| گردآورنده  | امتیاز |
| ---------- | ------ |
| گیم‌رنکینگز | ۸۵٫۱۰٪ |
| متاکریتیک  | ۸۵     |

| ناشر                    | امتیاز                |
| ----------------------- | --------------------- |
| آل‌گیم                   | [ ۳ ]                 |
| الکترونیک گیمینگ مانثلی | 7٫۵/۱۰                |
| یوروگیمر                | 8/۱۰                  |
| گیم اینفورمر            | 9٫۲۵/۱۰               |
| گیم‌اسپات                | 9/۱۰                  |
| گیم‌اسپای                | [ ۷ ]                 |
| گیمز ریدار+             | 8/۱۰                  |
| گیم‌تریلرز               | 7٫۸/۱۰                |
| آی‌جی‌ان                  | 8٫۳/۱۰                |
| اواکس‌ام (ایالات متحده)  | (US) ۸٫۵/۱۰ (UK) ۹/۱۰ |
| تیم اکس‌باکس             | 8٫۷                   |
| ایکس پلی                | 4/5 ستاره             |